# Foisonnement des boues

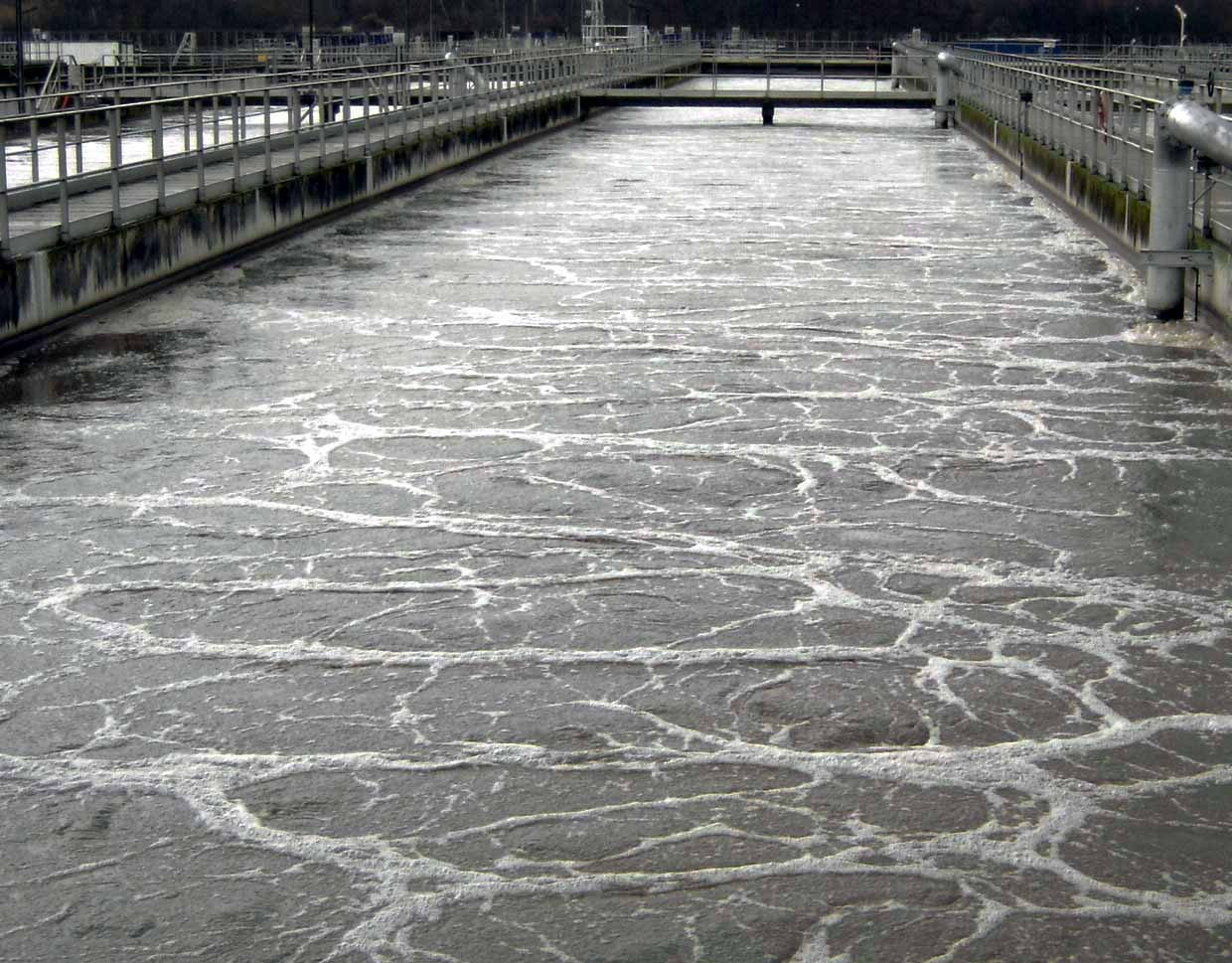
Station dépuration (à Strasbourg en France)

Le foisonnement des boues est un incident se produisant le plus souvent dans le traitement des eaux usées. Le contenu des bassins de sédimentation prend en peu de temps une consistance de flocs plus ou moins légers et visqueux que l'opérateur ne peut que difficilement séparer de la phase liquide. Ces flocs peu denses quittent le fond du bassin de décantation (ou le fond d'un bassin ou d'un canal pollué) et remontent en s'accumulant sous toute la surface, bloquant ainsi l'oxygénation et la pénétration des UV solaires (donc leur potentiel désinfectant).
Le foisonnement survient dans le procédé très utilisé de production continue de boues activées, au moyen d'un surpresseur envoyant des bulles d'air au sein d'un mélange d'eaux usées et de boues mâtures, afin de permettre aux micro-organismes de la boue de se reproduire et de décomposer les composés organiques des eaux usées entrant dans le système. 
Le système doit être contrôlé de sorte que le liquide surnageant puisse être facilement séparé des parties plus ou moins solides afin de pouvoir passer aux autres étapes du traitement (dont déshydratation et évacuation de boues pelletables).

## Causes
Le principal agent biologique responsable du foisonnement des boues est bactérien.
Il s'agit le plus souvent d'une pullulation excessive de  bactéries filamenteuses qui sous certaines conditions de culture se mettent à fortement prédominer. Microthrix parvicella qui, notamment en fin d'hiver ou à l'automne, peut se développer très rapidement en formant des flocs peu denses et parfois à demi fluides ou de longues mèches très volumineuses, est presque toujours alors prédominante.
Il y a peu de preuves scientifiques que l'on puisse facilement éviter le foisonnement bactérien d'espèces filamenteuses, mais des indices suggèrent qu'une eau d'entrée riche en glucides, en protéines et/ou en acides gras, et un trop faible taux de recyclage peuvent contribuer à ce phénomène.
Pour éviter ce phénomène, on modifie le flux, ou fait recirculer et ré-aère l'eau, et/ou on utilise ajoute des additifs (chaux, soude...)  dans le réacteur.

## Pathogénicité
En faibles quantité, ces bactéries ne sont pas en soi considérées comme pathogènes ni écotoxiques, mais leur pullulation pose problème, d'une part car la remontée des flocs empêche le bon fonctionnement de l'unité de floculation d'une station d'épuration, et d'autre part car dans la nature la remontée de flocs bactériens contribue à remettre en suspension dans la colonne d'eau des métaux lourds, des métalloïdes écotoxiques et des microbes pathogènes ou indésirables provenant des vases anoxiques (potentiellement sources de botulisme, maladies à streptocoques ou staphylocoques, choléra etc.). Le contact avec ces microbes est favorisé pour les poissons, tortues et les animaux de surfaces (canards, poules d'eau, foulques...) et des berges, et dans le cas des boues de stations d'épuration urbaines ou de canaux recevant des effluents d'élevages industriels ou d'abattoirs, ou qui sont des exutoires d'égouts urbains, ces microbes sont de plus en plus souvent antibiorésistants et/ou chlororésistants. Dans la vase et dans ces flocs, les transferts horizontaux (c'est-à-dire d'une espèces ou souche bactérie à l'autre) de « plasmides conjugatifs » aujourd'hui considérés comme « jouant le rôle le plus significatif dans le transfert de gènes de résistance »  et de gènes de résistance sont facilités).